# Artas (Isère)
Artas település Franciaországban, Isère megyében. Lakosainak száma 1815 fő (2022. január 1.). Artas Chèzeneuve, Charantonnay, Crachier, Four, Meyrieu-les-Étangs, Roche, Saint-Agnin-sur-Bion és Saint-Jean-de-Bournay községekkel határos.

## Népesség
A település népességének változása:
| Lakosok száma | 612  | 895  | 1026 | 1545 | 1778 | 1817 | 1809 | 1824 | 1828 | 1815 |
|               | 1968 | 1982 | 1990 | 2006 | 2013 | 2015 | 2017 | 2019 | 2020 | 2022 |